# Nagat El-Saghira
Naghat El-Saghira, (in arabo نجاة الصغيرة‎?), all'anagrafe Nagat Mohamed Mahmoud Hosni Amin Al-Baba (Il Cairo, 11 novembre 1938), è una cantante e attrice egiziana.

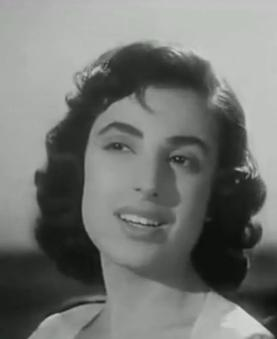
Najat El-Saghira

Nagat El-Saghira è nata in un'importante famiglia artistica: padre Mohamed Amin (1894-1975), calligrafo di fama internazionale; fratello Ezz Eddin Hosni (1927–2013,) compositore; fratello Sami Amin, cellista; e la sorella minore la celeberrima Soad Hosny (1943-2001).
Nagat ha iniziato a cantare all'età di 5 anni e si è ritirata nel 1997 all'età di 59 anni. Ha lavorato con i migliori musicisti, compositori e poeti della musica araba del '900, tra cui Mohammed Abdel Wahab (1902–1991), Kamal El Taweel (1922–2003), Baleegh Hamdi (1932–1993), Sayed Mekawy (1927–1997), Mohammad El Mougi (1923–1995), Mahmood El Sherif (1912-1990), Morsi Jameel Aziz, Nizar Qabbani (1923 – 1998), Baligh Hamdi (1931-1993), Riad Al Sunbati (1906–1981), Hilmy Bakr (born 1937)  Zakariyya Ahmad (1896–1961), Abdel Rahman el-Abnudi (1938 – 2015), Maamoun Shennawi (1914-1994), Kamal Shennawi (1908–1965) nonché con suo fratello Ezz Eddin Hosni.
Nagat El-Saghira ha anche recitato per il cinema in svariati film tra gli anni '60 e '70.

## Discografia parziale

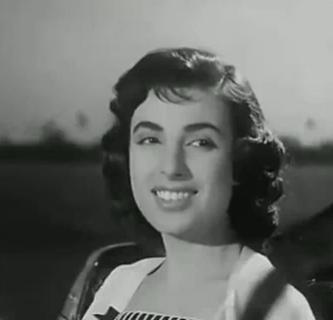
Najat negli anni '60

- Oyoun El Alb
- Ama Barawa
- Ya Msafer Wahdek
- Kol El Kalam
- Fakra
- Hobak Hayaty
- Ayazonno
- Eltir Almisafer
- Ana Ba'shaq El-Bahr
- Saken Ousadi
- Kol Fein w Fein
- Ashar We Ansheghel Ana
- La'a Taghdebi
- Mastaghenash Anak
- Eyoun El Qalb
- Fakkar Ya Habibi
- La Tantaked Khajali

## Filmografia parziale
- 1947Hadia
- 1954 Bent al-Balad (Figlia del popolo)
- 1958: Ghariba (Straniera)
- 1962: Al-Shoumou'a al-Sauda'a (Candele nere)
- 1966: Shat al-Marah (Spiaggia di divertmento)
- 1969: Saba'a Ayam f Al-Janna (Sette giorni in paradiso)
- 1971: Ebnati al-Aziza (La mia cara figliola)
- 1976: Ghaffat al-Doumou'a (Lacrime secche)